# André Lévy-Lang
Pour les articles homonymes, voir André Lévy, Lévy et Lang.
André Lévy-Lang, né le 26 novembre 1937 à Alexandrie (Égypte), est un banquier français.

## Biographie
André Lévy-Lang est un ancien élève de l'École polytechnique (1956) et docteur en business administration de l'université Stanford (1966), a commencé sa carrière professionnelle au Commissariat à l'énergie atomique (1960-1962). Il intégrera ensuite le groupe franco-américain Schlumberger (1962 à 1974).
Il entre en 1974 dans la banque d'affaires Paribas. Il a été nommé président du directoire de la Compagnie bancaire (1982), une des principales filiales, puis président du directoire du groupe Paribas en 1990, fonction qu'il a exercée jusqu'à la fusion avec la BNP en 1999, pour former BNP Paribas. 
Il a été administrateur de AGF, Schlumberger et Scor.
Il est professeur associé et professeur émérite à l'université Paris-Dauphine, président du Conseil de surveillance du quotidien Les Échos, vice-président du Conseil de surveillance de Rothschild & Co, président-fondateur de l'Institut Louis Bachelier, président de l'Institut français des relations internationales et de la Fondation du Risque, membre du Conseil de l'Institut des hautes études scientifiques et de l'Hôpital américain de Paris.
Il est membre du club Le Siècle et a été membre du comité de direction du groupe Bilderberg.

## Œuvres
- L'Argent, la Finance et le Risque, chez Odile Jacob (2006)
- Il faut maîtriser la Finance, chez Eyrolles (2012)
- La Révolution de la finance : acte II chez Odile Jacob (2019)